# Comuna Iuriivka, Țarîceanka
Iuriivka (în ucraineană Юр`ївка) este o comună în raionul Țarîceanka, regiunea Dnipropetrovsk, Ucraina, formată din satele Iuriivka (reședința), Nenadivka, Preobrajenka și Semenivka.

## Demografie
Componența lingvistică a satului Iuriivka
     Ucraineană (94,72%)
     Rusă (3,78%)
     Alte limbi (0,15%)
Conform recensământului din 2001, majoritatea populației satului Iuriivka era vorbitoare de ucraineană (94,72%), existând în minoritate și vorbitori de rusă (3,78%).